# KK園區
KK园区是位于缅甸克伦邦苗瓦迪的一個詐騙園區，靠近泰国边境，由中國籍詐騙集團運營，是地區電信詐騙和人口贩卖的中心之一。

## 活动
KK園區位苗瓦迪南部，鄰近Maw Hto Talay村，與泰國湄索縣隔莫艾河相望，一期工程在2019年开建，至2021年中期完成，二期工程从2021年4月的开建，到2023年3月已成型。園區裡設有賭場、酒店、夜總會、妓院和網路詐騙中心，還有超市、醫院、餐廳等設施，園區周圍是4米高加裝通電鐵絲網的圍牆，每隔百米设有武裝哨站，還有武裝部隊開車巡邏。詐騙團夥以高薪工作為誘餌將受害者騙到園區，強逼他們從事電信詐騙活動。若詐騙業績不達標或想逃跑，就會被關水牢、毒打和灌辣椒水，2022年有多达2万人在KK园区中从事黑产，其中大部分為中国人。KK园区受到當地軍閥的保護，利用加密货币钱包來儲存電詐受害者的款项。园区已建立器官贩卖的庞大管道，因為是人口販賣鏈條的終點站，受害者不會再被轉賣，没有利用价值的受害者就會被殺害後取走器官販賣。

## 組織
KK園區的老闆被指為黃鵬、游子梦、張金、金姓人士和綽號「冬瓜」的人士，均為福建籍，其中「冬瓜」是KK園區大股東。曾为黑帮的澳门籍商人尹国驹和當地另一詐騙園區亚太城创办者、已被泰國拘捕的柬埔寨籍商人佘智江也被指是KK园区的幕後金主。KK園區所在的区域是中国一带一路倡议的重点地区，但在广泛的诈骗行为出现后，中国政府与其保持距离。
2022年8月佘智江被捕後，KK園區的部分電詐組織開始往仰光等地轉移。2023年4月，苗瓦迪圍攻戰爆發後，KK园区内大部分诈骗集团连夜撤离当地，成员分别逃往泰国及马来西亚等邻近国家，有者更远赴迪拜和安哥拉，不少人口販賣受害者已被转卖到其他地方。在緬北電詐園區覆滅後，KK園區進行了第四期大規模擴建，詐騙方向也從中國大陆逐漸轉向其他地區。2024年，大約有20多名男子從印度被騙至KK園區。

## 流行文化
在2025年播映的香港無線電視古裝喜劇《痞子無間道》中，由袁雨就（曹永廉飾）創立的詐騙園區被命名為「基基園區」（粵拼：gei1 gei1 jyun4 keoi1）。